# Andreï Filatov
Pour les articles homonymes, voir Filatov.
Andreï Vassilievitch Filatov (en russe : Андрей Васильевич Филатов, transcription anglaise : Andrey Vasilievich  Filatov), né le 18 décembre 1971 à Krivoï Rog, dans l'oblast de Dnipropetrovsk, est un homme d'affaires russe, président du conseil d'administration de la société d'investissement « Tuloma », coactionnaire dans la société Globaltrans. Il est également président de la Fédération russe des échecs. Il a le titre d'académicien honoraire de l'Académie russe des arts.

## Biographie
Andreï Filatov est un ancien élève de l’école du sport junior no 9 de Dnipropetrovsk. Il est détenteur du titre de candidat maître d’échecs d’URSS. En 1993, il est diplômé de l'Université d’État de culture physique de Biélorussie avec la spécialisation « professeur d'éducation physique et entraîneur d’échecs ». Au cours de ses études, il se lie d'amitié avec des joueurs d'échecs tels qu’Ilya Smirin et Boris Guelfand.
En 1996, Andreï Filatov fonde avec ses partenaires Konstantin Nikolaïev et Nikita Michine la société Severstaltrans, dont il devient dès sa création directeur exécutif et membre du conseil d’administration.
Andreï Filatov participe activement à la mise en œuvre des projets d’infrastructures, en particulier dans le domaine des concessions d’autoroutes, via la société Vinci Concessions Russie créée en joint-venture avec Vinci Concessions.

## Fortune estimée
L‘actif principal d’Andrei Filatov est la société d'investissement "Tuloma." L'homme d'affaires détient également une part de la participation dans les sociétés Globaltrans et Global Ports cotées à la bourse de Londres. L'entrepreneur est également coactionnaire de Transoil (7 %).
En octobre 2015, M. Filatov a annoncé la consolidation au sein de la société d'investissement Tuloma IC LLC, qui se spécialise dans l'investissement dans les entreprises russes et les actions, de ses actifs personnels (à l’exception de Global Ports, Transoil et Globaltrans). Le portefeuille d'investissement de Tuloma IC LLC est composé des parts détenues dans les entreprises Coal Mining Investments Ltd., Fabrikant, Pskovneft-Terminal, dans les projets de promotion immobilière de Volgo-Okskaya Investment Company (VOIC), Pushkin, StroyEngineering Developpement, ainsi que des actions de Fosagro, Novatek, Megafon, LukOil, SurgutNefteGas, Norilsk Nickel.
Au début de l’année 2011, le magazine russe Finans a estimé le patrimoine d'Andreï Filatov à 920 millions de dollars. En 2011, il occupait avec 1,1 milliard de dollars la 93e place du classement des plus grandes fortunes de la Russie établi par l'édition russe du magazine Forbes. En 2012, il a atteint la 73e position avec un patrimoine estimé à 1,3 milliard de dollars (960e plus grosse fortune mondiale).
En novembre 2017, Andreï Filatov s’est engagé dans un CPP pour exploiter les « Vingt-cinq ans d’indépendance », un des plus grands gisements de gaz en Ouzbékistan, dont les réserves se situent à 100 milliards de m3. La participation de Filatov est à 37,5 %.
Le 19 octobre 2018, Filatov et le président du conseil d'administration d'Ouzbekneftegaz SPA, Bahrom Ashrafkhanov, ont signé un accord complementaire portant sur le projet de création d'un investisseur unique et les conditions commerciales pour le développement du champ.

## Vie publique

### Échanges culturels
Andreï Filatov est membre du Conseil économique franco-russe créé par la Chambre de commerce et d’industrie franco-russe (CCIFR).
Il est à l’origine de nombreux projets et manifestations axés sur le développement des échanges culturels franco-russes. Dans le cadre d’un projet éditorial intitulé « La Russie et la France », plusieurs œuvres littéraires et historiques d’auteurs russes ont été traduites en français et remises à des bibliothèques publiques et universitaires françaises. À l’occasion de l’année croisée France-Russie en 2010, Andreï Filatov a entre autres sponsorisé la tenue de l’exposition « Napoléon et le Louvre » au musée historique d’État de Moscou, ainsi que la cérémonie de clôture de l’année croisée à Paris.
Le 5 février 2013, Andreï Filatov a signé aux côtés du président du Conseil économique franco-russe Guennadi Timtchenko et du président-directeur du musée du Louvre Henri Loyrette un accord de soutien à l’aménagement de galeries où seront exposées des œuvres d’art russe. Leur ouverture est prévue pour 2015.
Le 4 mars 2013, MM. Filatov et Timtchenko ont signé un accord au nom de la CCIFR avec le directeur général du Musée russe de Saint-Pétersbourg Vladimir Goussev. Cet accord a pour but de soutenir la mise en œuvre de divers projets et programmes visant à préserver le patrimoine culturel russe et à promouvoir l’art russe à l’étranger.

### Organisation d'événements du jeu d'échecs
Andreï Filatov s'intéresse depuis son plus jeune âge aux échecs : « Je participais aux tournois de la Tour blanche, en passant toutes les étapes de qualification. C’était pour moi une compétition importante. Elle m'a formé, et j'ai obtenu mon premier point nécessaire à l’obention du titre de candidat maître d’échecs précisément à un tournoi de la Tour blanche à Odessa. Ces tournois sont pour moi très précieux, et les amitiés qui s’y lient demeurent pour toute la vie ».
Il soutient activement le développement de la pratique des échecs en Russie.
Andreï Filatov a été l’initiateur et sponsor du Championnat du monde d'échecs 2012, qui a opposé Boris Guelfand (Israël) et Viswanathan Anand (Inde) du 10 au 31 juillet 2012 dans un bâtiment de la galerie Tretiakov à Moscou. Il a souhaité organiser ce championnat dans un grand musée russe afin de "contribuer à la popularisation de la culture russe à l'étranger, étant donné le grand intérêt que suscite cet événement à l’international" . Ce Championnat du monde d'échecs 2012 a été déclaré « événement de l'année à Moscou » et ses sponsors Andreï Filatov et Guennadi Timtchenko ont reçu le prix Caïssa.
Filatov a financé la restauration à Paris de la tombe du célèbre joueur et premier champion du monde d'échecs d'origine russe Alexandre Alekhine.
Il est également à l’origine du tournoi international d'échecs mémorial Alekhine,,,,, qui s’est tenu du 21 avril au 1er mai 2013. La première partie du tournoi a eu lieu au musée du Louvre à Paris, et la seconde au palais Mikhaïlovski du Musée russe, à Saint-Pétersbourg. Y ont pris part les champions du monde Viswanathan Anand et Boris Guelfand, les joueurs d'échecs russes Vladimir Kramnik, Piotr Svidler et Nikita Vitiougov, ainsi que les meilleurs joueurs de France, du Royaume-Uni, d'Arménie et de Chine. C’est Levon Aronian qui a remporté ce tournoi.
Andreï Filatov a fondé le Festival international d'échecs pour enfants « Mémorial Sinitsyne », en mémoire de son premier entraîneur d'échecs Alexandre Sinitsyne. Il se tient annuellement à Dnipro depuis 2001.

### Président de la fédération russe des échecs (depuis 2014)
Le 1er février 2014, Andreï Filatov a été élu président de la Fédération russe des échecs à l’occasion de son XXIIe Congrès. À cette occasion, son prédécesseur Arkadi Dvorkovitch lui a fait part de sa confiance ; indiquant que « grâce à Filatov, un tournoi d’échecs a pu être organisé pour la première fois à la galerie Tretiakov, de même qu’il a été à l’origine de l’organisation du mémorial Alekhine au Louvre et au Musée russe. Il a suffisamment d’expérience en la matière, et il connaît et comprend le monde des échecs. Avec un successeur de cette trempe, je quitte le cœur léger la présidence de la Fédération russe des échecs ».
Le 12 mai 2014, un nouveau conseil de surveillance a été formé à la tête de la Fédération russe des échecs, comprenant des personnalités publiques, politiques, hommes d'affaires, acteurs et musiciens célèbres. À cette occasion, son président Andreï Filatov a remercié tous les nouveaux membres par ces mots : « Nous constatons aujourd’hui un intérêt grandissant en Russie pour les échecs. Beaucoup de tournois sont organisés pour tous les niveaux, de débutant à champion du monde. Il est encourageant de constater que cette discipline et appréciée et soutenue par de grandes personnalités russes. Nous espérons qu’avec l’aide du conseil de surveillance de la Fédération russe des échecs, nous seront en mesure de rendre aux échecs leur gloire d’antan et de les promouvoir auprès des jeunes ».
Le 15 mai 2014, la Fédération russe des échecs a approuvé la candidature d'Andreï Filatov pour la vice-présidence de la FIDE (Fédération internationale des échecs). L’élection du président et des vice-présidents de la FIDE aura lieu le 11 août 2014 à Tromsø, en Norvège, au cours de la prochaine Olympiade d'échecs.
Dans le cadre du 70e anniversaire du débarquement allié en Normandie, la Fédération russe des échecs et la Chambre de commerce et d’industrie franco-russe ont organisé le 4 juin 2014 une partie d’échecs simultanée au Mémorial de Caen entre Anatoli Karpov, 12 fois champion du monde, des membres du Parlement européen des jeunes et des joueurs du club d’échecs Alekhine de Caen.

Le 13 août 2014, Filatov est élu vice-président de la Fédération internationale des échecs (FIDE). Les élections se sont déroulées dans le cadre du Congrès de la FIDE dans la ville norvégienne de Tromsø. Les représentants de 148 pays ont participé aux élections. Filatov a reçu 98 votes.

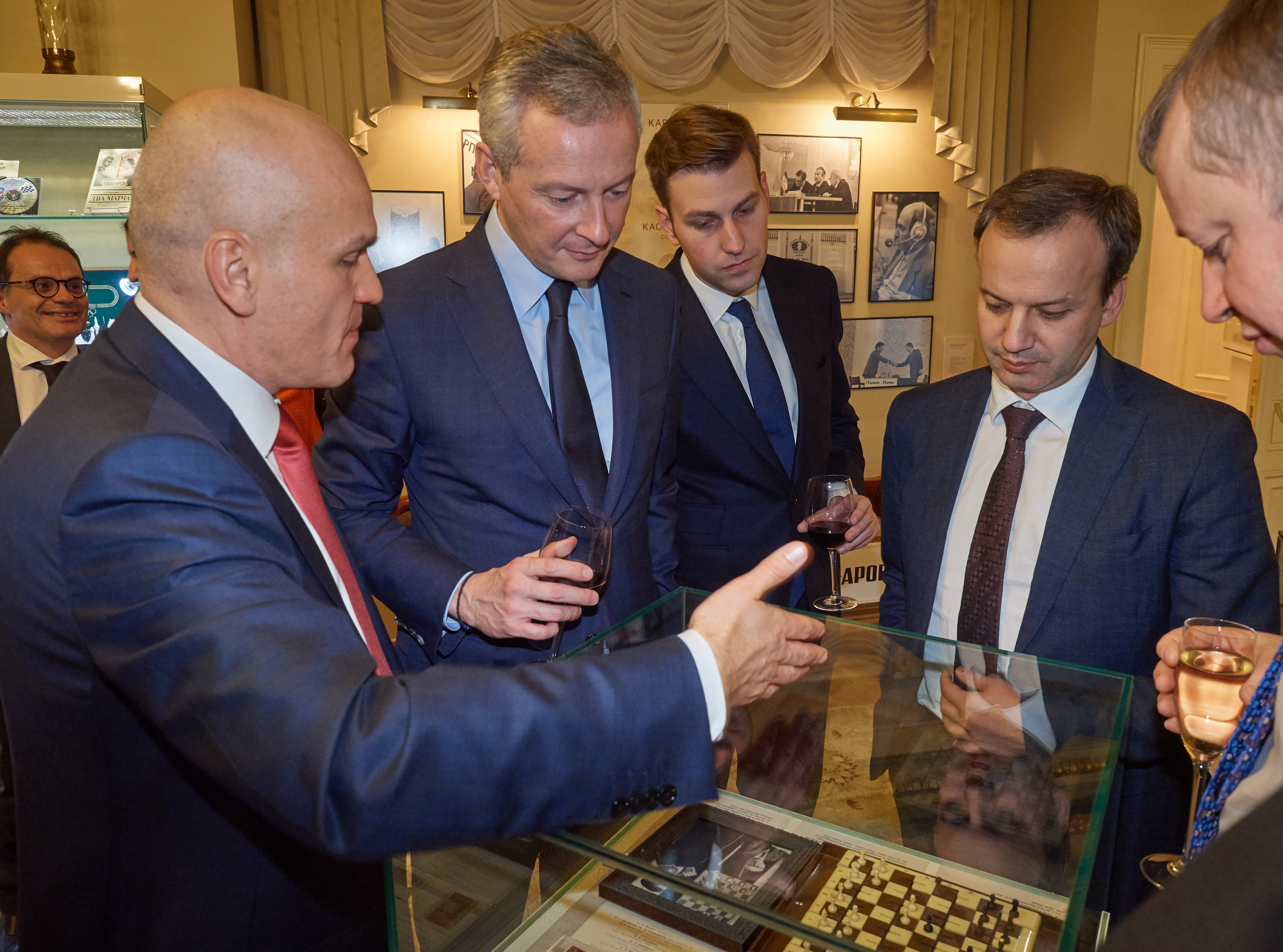
Andreï Filatov, Président de la Fédération russe des échecs (RCF), Bruno Le Maire, Ministre de l'Économie et des Finances (France) et Arkady Dvorkovich, Vice-Premier Ministre de la Fédération de Russie, au Musée russe des échecs à Moscou.

Le 25 septembre 2014 sur le boulevard Gogol à Moscou a été inauguré a ouvert le Musée d'échecs qui rassemble des objets les plus rares et uniques. Seulement La collection de musée rassemble présente plus de quatre mille pièces. L’ouverture de ce Musée d'échecs fait partie - l'un des projets de la Fédération de Russie d'échecs visant à la vulgarisation de l'art. Cette belle bâtisse Jolie maison sur boulevard Gogol a été entièrement rénovée rénové par son président, un riche homme d'affaires Andreï Filatov. "En France si vous voulez êtes en France vouloir protéger les enfants de contre la drogue, vous devez ouvrir un ouvrez des clubs d'échecs, " - dit-il. Le 18 décembre 2017, le ministre de l'Économie et des Finances, Bruno Le Maire, a effectué des visites au Musée russe des échecs à Moscou[réf. souhaitée].
Le 3 février 2018, lors du 13e Congrès de la Fédération russe des échecs, Andrei Filatov a été réélu président de la Fédération russe des échecs pour un deuxième mandat,.

### Capitaine de l'équipe de Russie d'échecs (depuis 2016)
Depuis janvier 2016, Filatov est l’entraîneur principal de l'équipe nationale masculine d'échecs de la Russie. L'équipe a remporté une médaille de bronze l'Olympiade d'échecs 2016 à Bakou en septembre 2016, une médaille d'argent au championnat par équipe à Khanty-Mansiysk en juin 2017, une médaille de bronze à l'Olympiade mondiale d’échecs à Batoumi en octobre 2018, et une médaille d'or aux Championnats du monde par équipe à Astana en mars 2019.
En 2016 il a gagné la médaille de bronze à la 42e Olympiade d'échecs à Bakou en tant qu'entraîneur de l'équipe nationale masculine de la fédération de Russie, et en 2017 la médaille d'argent au Championnat du monde par équipes (FIDE) à Khanty-Mansiysk. En août 2020, l'équipe nationale russe a remporté la médaille d'or de la toute première Olympiade d'échecs en ligne de la FIDE. En décembre 2021, il est devenu le premier lauréat du Certificat de mérite de la FIDE, une récompense nouvellement créée. Le 28 décembre 2021, lors de l'assemblée générale de la FIDE à Varsovie, il a été élu à l'unanimité membre honoraire de l'organisation.

## Prix et distinctions
En 2015, il a reçu le titre d'académicien honoraire de l'Académie russe des arts pour sa contribution au développement et à la vulgarisation de l'art russe et soviétique.
Andreï Filatov est Chevalier de la Légion d’Honneur. Cette décoration lui a été remise par l'ambassadeur de France en Russie, Jean-Maurice Ripert, au cours de la cérémonie officielle tenue le 2 mars, 2016, au Musée d'échecs de Moscou.
En mai 2016 le président de la fédération de Russie lui a décerné par son décret la médaille de l’ordre du Mérite patriotique (2e classe) en marquant ainsi sa contribution au développement du sport et de la culture physique. La décoration a été remise par le premier ministre Dmitri Medvedev le 10 juin 2016.
- Médaille « 300 ans de la marine russe » (1997).
- Diplôme d'honneur du président de la fédération de Russie (le 21 janvier 2011), pour sa participation active au processus de restitution à la Russie du drapeau du croiseur Varyag par la Corée du Sud[35].
- Prix « The Moscow Times Award » (le 10 décembre 2013).
- Désigné « le dirigeant sportif russe le plus populaire » en 2014 (devant le ministre des sports russe) selon l’évaluation du Fan Club « Histoire et Statistiques du sport » composé principalement de journalistes sportifs russes[36].
- La Médaille des Cinq Continents de l’Unesco (le 26 mai 2015).
- Ordre de Saint-Séraphim de Sarov, III degré (le 25 juin 2013).
- Ordre national de la Légion d'honneur (le 2 mars 2016).
- Médaile de l’ordre du Mérite patriotique, 2e classe (14 mai 2016).
- Ordre de l'Amitié (2019)
- Ordre de l'Honneur (2021)

### Jeu d'échecs
En avril 2021, il a reçu l'ordre de l'Honneur pour le succès de l'équipe nationale russe lors de la toute première Olympiade d'échecs en ligne de la FIDE (l'ordre a été remis le 9 juin 2021 par le ministre des Sports de la fédération de Russie, Oleg Matytsin).
- Capitaine de l'équipe de Russie, médaille de bronze à l'Olympiade d'échecs de 2016 à Bakou et à l'Olympiade d'échecs de 2018 à Batoumi.
- Capitaine de l'équipe de Russie, médaille d'argent au Championnat du monde d'échecs par équipes à Khanty-Mansiïsk (2017)[30] et médaille d'or par équipe en 2019 à Astana.
- Capitaine de l'équipe nationale russe, médaille d'or lors de l'Olympiade d'échecs en ligne de la FIDE en août 2020.
- Médaille d'or pour la victoire de l'équipe nationale russe lors de l'Olympiade en ligne de la FIDE en août 2020 (la médaille a été remise le 6 mai 2021)[37].
- Médaille d'or pour la victoire de l'équipe nationale russe lors de l'Olympiade en ligne de la FIDE en septembre 2021[38].

## Centres d'intérêt

### Fondation artistique «Art Russe»
Filatov collectionne également des œuvres d'art : peintures, dessins et sculptures. Son artiste préféré est Viktor Popkov.
En novembre 2012, Andreï Filatov a créé une fondation artistique dont le but est de rechercher et collectionner des œuvres d’art russe et soviétique des années 1917 à 1991 éparpillées à travers le monde, notamment après la chute de l'URSS, puis de les étudier, d’éditer des catalogues et d’organiser des expositions afin de populariser cette période artistique en Russie et à l’international.
Cette fondation a rassemblé environ 400 œuvres d'artistes tels que Igor Grabar, Piotr Kontchalovski, Constantin Korovine, Gueli Korjev, Viktor Popkov, Arkadi Plastov, Nikolaï Fechine ou encore Alexandre Laktionov. La première pièce à avoir rejoint la collection est le Portrait du graveur W.J. Watts exécuté par Nikolaï Fechine. Pour cette peinture, l'artiste avait obtenu le Prix Thomas R. Proctor dans la catégorie “Portraits” lors d’une exposition en 1924 à l'Académie américaine de design aux États-Unis.
Au premier semestre 2013, la fondation a acquis entre autres les peintures suivantes : La fille aux tournesols de Nikolaï Fechine, Ballade de guérilla et Le monde sauvé s'en souvient de Maï Dantzig,, Lénine proclame le pouvoir soviétique de  Vladimir Serov (la deuxième version de l'auteur, qui faisait partie d'une collection privée d'une famille hollandaise), Encore une mauvaise note de Fiodor Rechetnikov (la première version de la peinture). La fondation a l'intention d'acquérir dix à douze œuvres d'art par an.
En 2013, la fondation artistique Filatov a soutenu une exposition des œuvres de Nikolaï Fechine au Frye Art Museum de Seattle. Il s’agissait de la plus grande exposition des œuvres de l'artiste depuis 1976. Elle s’est tenue du 9 février au 19 mai 2013 et a présenté 55 œuvres rassemblées par les musées américains, ainsi que celles qui font partie de la collection Filatov et d’autres collections privées. Une autre exposition organisée avec le soutien de la fondation Filatov a eu lieu du 24 avril au 18 août 2013 à la galerie Tretiakov à Moscou, à l’occasion du cent-cinquantième anniversaire de la naissance l'artiste russe Mikhaïl Nesterov.
Avec le soutien de la fondation artistique de la famille Filatov, le Musée-Centre d’expositions ROSIZO a accueilli en décembre 2013 le projet « Moscou-Venise-Londres », une rétrospective des œuvres du grand artiste russe des années soixante Viktor Popkov. Aux côtés des œuvres reconnues de cet artiste du « style austère », l'exposition a présenté pour la première fois un certain nombre de peintures inconnues du grand public, qui font partie des collections privées. Cette exposition de quarante peintures reflétant les principales étapes du travail de l'artiste a été suivie d’autres expositions à Venise puis à Londres.
En juin 2014, la fondation artistique de la famille Filatov a décidé d’adopter le nom « Fondation Art Russe », du fait de l'expansion de ses activités et d’un projet d’ouverture de musée à Londres. Ce musée servira non seulement d’écrin à la collection de la famille Filatov mais aussi de lieu d'exposition pour d'autres musées d'art russe. Le site du futur musée n'a pas encore été choisi, mais il s’agira vraisemblablement d’un endroit facile d’accès et emblématiques de la capitale britannique. Son ouverture est prévue avant la fin de l’année 2014,.
Le 29 juillet 2014 de la Fondation Art Russe est devenu partenaire officiel de la Galerie « Serpentine », l'une des principales galeries d'art à Londres.
Au printemps de 2015, année de la célébration du 70e anniversaire de la Victoire sur le fascisme, Art Russe a organisé l'exposition «L'héritage de la Seconde Guerre mondiale dans l'art russe » qui s’est déroulé à Londres à la Galerie Saatchi. La grande majorité de ces œuvres n’a jamais été exposées auparavant en Grande-Bretagne.
La Fondation Art Russe a participé à la préparation de l'exposition « Les cosmonautes: La naissance de l'ère spatiale » qui a ouvert ses portes au public le 17 septembre 2015 au Musée de la science de Londres (Science Museum). Spécialement pour cette exposition on a emmené de Moscou des objets rarissimes en rapport avec le programme spatial soviétique. Ces objets n’ont encore jamais été exposés en dehors de la Russie. On peut y voir entre autres les propulseurs des missiles balistiques R-7, le vaisseau spatial "Vostok-6" qui a emmené dans l’espace la première femme cosmonaute du monde Valentina Terechkova, les effets personnels des cosmonautes, les objets de leur vie quotidienne à bord, et même une douche des cosmonautes.
« Art Russe » a organisé la première grande exposition au Moyen-Orient d'art russe et soviétique du XXe siècle qui a été inauguré le 6 octobre 2015 à Abu Dhabi, capitale des Émirats arabes unis. Cette exposition, intitulée « Art Russe. Collection de l'art russe et soviétique du XXe siècle : Guerre et Paix » comprend plus de 120 œuvres et elle se déroule sous le patronage de Cheikh Nahyan bin Mubarak Al Nahyan, ministre de la Culture, de la Jeunesse et du Développement social des Émirats arabes unis. L'exposition restera ouverte au public jusqu'au décembre 2015,[réf. à confirmer].
En février 2016, le tableau Liberté! d'Evseï Moiseenko, appartenant  à la collection de la fondation, a été transféré au mémorial israélien Yad Vashem pour exposition pendant une durée de 15 ans.
En août 2016, la fondation Art Russe a soutenu la création d’une tapisserie basée sur une aquarelle de prince Charles, duc de Rothesay. Le tissu sera réalisé par Dovecot Studios d’Édimbourg .

### Viticulture
En 2014 il est devenu propriétaire du vignoble La Grace Dieu des Prieurs à Saint-Émilion (France, Bordeaux). Les travaux de modernisation du château ont été achevés en 2017 et ont été réalisés avec la participation de Louis Mitjavile, œnologue consultant, et de l’architecte Jean Nouvel, lauréat du prix Pritzker d’architecture. Depuis 2017 le vin est produit sous la marque Art Russe Grand Cru ; on a utilisé dans la conception d'étiquettes pour les bouteilles des reproductions de tableaux de la collection de la Fondation Art Russe fondée par Andreï Filatov,,. En mars 2021, la Сuvée Elena par le Château La Grâce Dieu des Prieurs a remporté le concours international de design Red Dot Award dans la catégorie ‘Product Design’, sous-catégorie ‘Emballages boissons’.

## Vie privée
Andreï Filatov est marié et père de huit enfants.
Il est membre du conseil de patronage du monastère de Valaam.

### Entretiens avec Andreï Filatov dans la presse et les médias
- Interview d'Andreï Filatov dans Le Figaro le 30 avril 2012
- Interview d'Andreï Filatov pour "RBC daily" 14 mai 2012
- Interview d'Andreï Filatov pour "Europe Echecs" «Europe Echecs»
- Interview d'Andreï Filatov dans "Kommersant" "Kommersant"
- Andrey Filatov interview with "CNN"
- Andrey Filatov interview with "Sport-Express" "Sport-Express"
- Sport Express. Andreï Filatov : « Forbes me surestime » // www.europe-echecs.com, 26 mai 2015
- Russian art in Abu Dhabi: Art Russe has painstakingly collected and curated the artwork of Russia //Time Out Abu Dhabi, 20 octobre 2015
- Interview d'Andreï Filatov pour "Match TV" //Match TV, 3 mars 2015
- Les échecs en Russie par Andreï Filatov //Europe Échecs, 18 décembre 2017
- Lénine et le grand vin bourgeois : histoire d’une alliance improbable // TASS, 20 juillet 2018
- From Russia with art // RT, 3 juin 2020